# 2-й Предпортовый проезд
2-й Предпорто́вый проезд — улица в Московском районе Санкт-Петербурга. Примыкает к Кубинской улице в 600 метрах от пересечения последней с Предпортовой улицей параллельно 5-му Предпортовому проезду. Протяжённость — 430 м.

## История
Проезд получил название в 1975 году.

## Здания и сооружения
- база «Предпортовая»
- гаражи
- складские помещения
- производственные территории

## Транспорт
- Метро: «Московская» (1400 м)
- Ж/д платформы: Предпортовая (930 м)

## Пересечения
- Кубинская улица